# Ясмін Мецинович
Ясмін Мецинович (мак. Јасмин Мециновиќ, нар. 22 жовтня 1990, Чачак) — македонський футболіст, захисник клубу «Вардар» та молодіжної збірної Північної Македонії.
Виступав також за клуб «Шериф».
Чемпіон Молдови. Володар Кубка Вірменії.

## Клубна кар'єра
У дорослому футболі дебютував 2010 року виступами за команду «Скоп'є», в якій провів один сезон, взявши участь у 17 матчах чемпіонату. 
Своєю грою за цю команду привернув увагу представників тренерського штабу клубу «Шериф», до складу якого приєднався 2011 року. Відіграв за тираспольський клуб наступний сезон своєї ігрової кар'єри.
Згодом з 2012 по 2024 рік грав у складі команд «Согндал», «Егрі», «Ломбард», «Македонія Г. П.», «Турново», «Ренова», «Бананц», «Пелістер», «Малакка Юнайтед», «Неджмех», «Трепча'89», «Рудар» (Плєвля), «Подгориця», «Персела», «Струга», «Мохаммедан», «Скоп'є», «Ферізай» та «Беса» (Добри Дол).
До складу клубу «Вардар» приєднався 2024 року. Станом на 24 травня 2025 року відіграв за клуб зі Скоп'є 11 матчів у національному чемпіонаті.

## Виступи за збірну
Протягом 2011–2012 років залучався до складу молодіжної збірної Північної Македонії. На молодіжному рівні зіграв у 9 офіційних матчах.

## Титули і досягнення
- Чемпіон Молдови (1):

«Шериф»: 2011-2012
- Володар Кубка Вірменії (1):

«Бананц»: 2015-2016